# Ashley Kaltwasser
Ashley Kaltwasser (Akron, Ohio; 22 de noviembre de 1988) es una competidora de figura profesional y modelo de fitness estadounidense.

## Carrera
Kaltwasser es una antigua atleta de atletismo, que compite en el pentatlón en pista cubierta, Fue ALL-STATE en ambos deportes, corriendo a campo traviesa únicamente para mantenerse en forma para el atletismo. Mientras competía en Coventry, Ashley batió más de 7 récords de atletismo y campo a través, todos los cuales siguen en pie.
Ashley obtuvo una beca de atletismo para una universidad de la División I, donde su prueba principal eran los 400 metros vallas. Comenzó a entrenar para la competición de fitness y figuras en 2011, cuando su antiguo entrenador del instituto la introdujo en el deporte.
Participó en los Campeonatos NPC Natural Northern USA de 2011 y se adjudicó el primer puesto. Su primer evento profesional fue el Houston Pro de 2012, donde obtuvo el quinto puesto, y se convirtió en la ganadora del Toronto Pro Supershow Bikini Division en 2013. En la competición Joe Weider's Olympia Fitness & Performance Weekend Bikini Olympia de 2013, derrotando a la anterior ganadora, Nathalia Melo.